# Striges

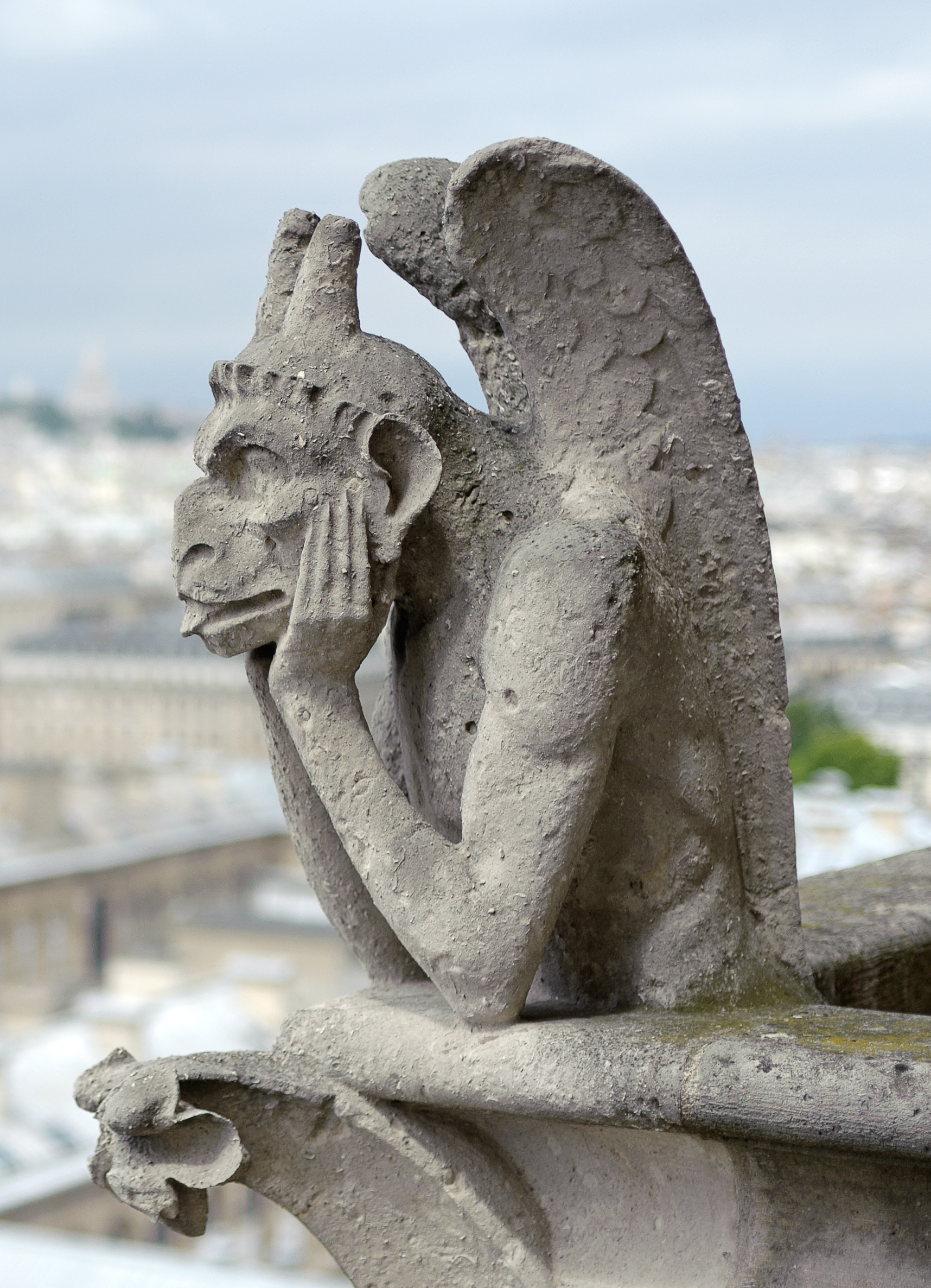
Eine Strix (frz. Stryge) auf der Kathedrale Notre-Dame de Paris.

Die Striges (Sing. Strix), auch Stryges (Sing. Stryx) oder Strigae (Sing. Striga), – alle Varianten von lateinisch strix „Ohreule“; von altgriechisch στρίξ strix oder στρίγξ strinx, „Nachtvogel, Eule“ – sind fledermaus- oder vogelartige Figuren in der griechischen und römischen Mythologie, die sich von Blut und Eingeweiden vornehmlich von Kindern ernähren.
Johannes von Damaskus, der sie als Στρύγγαι Strýngai bezeichnete, setzte sie mit Gello und Empusa gleich, auch ähneln sie der Lilith der jüdischen Mythologie.
Sie stehen in etymologischem und kulturgeschichtlichem Zusammenhang mit den strigoi und den štrigoni, den Vampiren der transsilvanischen bzw. slowenischen Mythologie.

## Ovid
Ovid berichtet von ihnen in den Fasti im Anschluss an die Geschichte von Cardea, der Janus als Buße für die geraubte Jungfräulichkeit den Zweig des Weißdorns gibt, mit dessen Hilfe sich die Striges abschrecken lassen.
Nach Ovid sind es hässliche, nächtliche Vögel, die angeblich von ihrem zischenden Ruf ihren Namen haben. Der Name wird hergeleitet von lateinisch stridēre „zischen“, das sich wiederum von griechisch τρίζειν trízein „schwirren, zischen“ ableitet, einem Wort, das Homer schon für die Geräusche der flatternden Seelen verwendet, die Odysseus in der Unterwelt hört.
Ovid erzählt nun weiter, dass die Striges keine Harpyien seien, aber ob Vögel oder Hexen, die sich in vogelartige Wesen verwandelt haben, das wisse man nicht. Jedenfalls hätten sie einen großen Kopf, scharfen Schnabel und harte Krallen. Sie würden den Säuglingen Blut aussaugen und hätten es auch auf die Eingeweide abgesehen. Fast wäre nach Ovid der erst fünf Tage alte Proca, der zukünftige König von Alba Longa, der unbewacht in seiner Wiege lag, den Striges zum Opfer gefallen: Schon ist die Wange zerkrallt und die Hautfarbe ist bleich wie das Herbstlaub, da bemerkt die Amme das Unglück und ruft nach Cardea. Die eilt herbei und vollführt ihren Zauber: Sie berührt dreimal den Türpfosten und die Schwelle mit dem Laub des Erdbeerbaumes, besprengt den Eingang mit Wasser, nimmt die Eingeweide eines zwei Monate alten Ferkels in die Hand und spricht den Segen:

„noctis aves, extis puerilibus inquit

parcite: pro parvo victima parva cadit.

cor pro corde, precor, pro fibris sumite fibras.

hanc animam vobis pro meliore damus.“

„Schont, ihr nächtlichen Vögel, die Eingeweide des Knaben. Das zarte Tier wird für den zarten Knaben geopfert. Herz nehmt für Herz, Eingeweide für Eingeweide. Dieses Leben geben wir euch für das Bessere.“

Dann legt sie die Stücke des Opfers ins Freie, nach denen sich niemand umsehen darf, und schließlich wird noch ein Weißdornzweig in das Fenster gestellt. Daraufhin wird der Knabe wieder gesund.

## Petronius
Im Gastmahl des Trimalchio des Titus Petronius erzählt der Gastgeber eine Gespenstergeschichte, in der auch die Striges erscheinen: Ein schöner Knabe namens Iphis war gestorben. Die Mutter war darüber ganz verzweifelt und viele Leute waren bei ihr, um sie zu trösten. Auf einmal erschien ein Rudel Striges und fiel über den Leichnam her „wie Windhunde über einen Hasen“. Ein kappadokischer Sklave fasste sich ein Herz und durchbohrte eine der Striges mit seinem Schwert in der Mitte, nachdem er sich sorgfältig die linke Hand umwickelt hatte. Die anderen hörten ein Seufzen, sahen aber nichts. Dem Kappadokier aber nützte die Vorsicht nichts: Ihn hatte die „böse Hand“ berührt und er war am ganzen Körper braun und blau wie von Peitschenhieben. Nach wenigen Tagen fiel er in Raserei und starb schließlich. Die Mutter aber, als sie den Leichnam ihres Sohnes umarmen wollte, umfasste nur eine Haut voll Kehricht: Die Striges hatten den Knaben mit Herz und Eingeweiden geholt und einen Wechselbalg zurückgelassen. Hier werden die Striges erstens ausdrücklich „Weiber“ genannt und vergreifen sich zweitens nicht an lebenden Kindern, sondern an Toten.
Etwas später erscheinen die Striges noch einmal bei Petronius, und zwar als Räuber der Manneskraft des Encolpius, so dass der nicht einmal mehr im Stande sei, sich an Knaben zu befriedigen.

## Antoninus Liberalis
In den Metamorphosen des Antoninus Liberalis wird Polyphonte als Strafe für die von ihren Söhnen Agrios und Oreios verübten Frevel in eine Strix verwandelt, die „in der Nacht schreit, weder Speise noch Trank nimmt, den Kopf nach unten und die Enden der Füße nach oben, eine Botin von Krieg und von Aufruhr“. Es ist nicht klar, ob hier eine Eule oder eine Fledermaus gemeint ist. Das Hängen kopfunter, ebenso wie der Besitz von Brustwarzen weisen deutlich in Richtung der Fledermaus, die noch bis ins 17. Jahrhundert teilweise zu den Vögeln gezählt wurde.

## Antike Wissenschaft
Plinius der Ältere erwähnt die Striges in Zusammenhang mit Vögeln, die Brustwarzen haben sollen. Berichte, nach denen die Striges Brüste hätten und Kleinkindern daraus Milch einflößten, hält er für fabelhaft und sieht sie in Zusammenhang mit den alten Geschichten von den hexenhaften Nachtdämonen. Tatsächlich werden Harpyien, Sirenen und ähnliche zweifelhafte Mischgestalten gern mit Brüsten dargestellt.
Isidor von Sevilla ist weniger skeptisch als Plinius; nach ihm hießen die Eulen amma (Ohreule), weil sie so kinderlieb seien (ab amando parvulos) und Neugeborenen die Brust gäben. An anderer Stelle meint er freilich, Striges seien verzauberte Menschen.
In Zusammenhang mit den vampirähnlichen Striges taucht bereits in der Antike neben dem Weißdorn der Knoblauch als Abwehrmittel auf. Im Liber medicinalis des Serenus Sammonicus wird der Knoblauch als probates Mittel gegen das Einmelken von Gift durch die Striges empfohlen.

## Strixals Hexenvogel
Strix bezeichnet als Tierart eine Ohreule, speziell die Zwergohreule (die entsprechend moderner Systematik nicht mehr zu den Ohreulen gezählt wird).
Eulenfedern erscheinen bei Horaz als Teil eines Hexenrezeptes für einen Liebestrank, zu dessen Herstellung auch die Ermordung eines unschuldigen Knaben gehört. Als Hexenvogel erscheint die Eule auch in den Metamorphosen des Apuleius, da sich dort die Hexe Pamphilia durch Bestreichen mit einer Salbe in eine Eule verwandelt.
Im Hercules furens des jüngeren Seneca sind die Striges zusammen mit anderen nächtlichen Vögeln Bewohner der Unterwelt. Seneca malt das Bild solch scheußlicher Gegend:

„palus inertis foeda Cocyti iacet;

Hinc vultur, illinc luctifer bubo gemit

omenque triste resonat infaustae strigis.“

„Abstoßend liegt der Pfuhl des trägen Cocytus da; hier krächzt ein Geier, der Unheilbringer Uhu dort, und es hallt der Unglücksruf des unseligen Käuzchens“

Siehe auch Hexentier (spiritus familiar).